# Cephaloleia barroi
Cephaloleia barroi es un coleóptero de la familia Chrysomelidae.
Fue descrita científicamente en 1959 por Uhmann.